# Charles A. Ferguson
Charles Albert Ferguson (Filadelfia, 6 de julio de 1921 – 2 de setiembre de 1998, Palo Alto), lingüista estadounidense.

## Carrera
En la Universidad de Pensilvania cursó estudios orientales, obteniendo su BA en 1942; en 1943 realiza su maestría con una tesis sobre el verbo en el árabe marroquí; obtiene su doctorado en 1945 con una disertación sobre el idioma bengalí coloquial.
Profesor de la Universidad de Stanford, fue uno de los fundadores de la sociolingüística y es conocido por su investigación sobre la diglosia. 
Ferguson dirigió un equipo de lingüistas en Etiopía en el marco de la Encuesta de Uso de Lengua y Enseñanza de Idiomas en África Oriental, bajo el patrocinio de la Ford Foundation. A raíz de ese estudio propuso un "área lingüística etíope" (1976), concepto que constituyó un hito en el estudio del contacto entre lenguas.
El examen TOEFL fue creado bajo su liderazgo en el Center for Applied Linguistics en Washington, D. C.. 
En su honor, en 1986 se publicaron sus escritos en forma de festschrift, editado por Joshua Fishman y otros.